# おニャン子クラブ大全集 for HiQualityCD 上・下巻 限定CD-BOX
『おニャン子クラブ大全集 for HiQualityCD 上・下巻 限定CD-BOX』（おニャンこクラブだいぜんしゅう フォー・ハイ・クオリティ・シーディー じょう・げかん げんていシーディー・ボックス）は、おニャン子クラブのCD-BOX。2008年9月17日発売。発売元はポニーキャニオン。規格品番：PCCA-50002。

## 解説
1980年代半ばに活動した女性アイドルグループ "おニャン子クラブ" のCD-BOXで、「おニャン子クラブ」名義で発売された全シングルA面／B面曲に全スタジオ・アルバム、ライブ・アルバムが収録されている。また、同グループからソロ・デビューをした際、歌手名義に "with おニャン子クラブ" が付加されたものも対象作品として収録されている。
- Disc.1は、1stアルバム『KICK OFF』全曲を収録。
- Disc.2は、2ndアルバム『夢カタログ』全曲にアルバム未収録のシングル関連曲と、吉沢秋絵のシングル「季節はずれの恋」（1986.3.1）のB面に収録されていた「会員番号の唄」を追加収録。なお、『夢カタログ』は2008年7月16日にポニーキャニオンの企画盤シリーズ "Myこれ!チョイス" の一環として、『Myこれ!チョイス 14 夢カタログ+シングルコレクション』のタイトルで再リリースされている。
- Disc.3は、「オリジナル盤」「ベスト盤」の2枚組でリリースされた3rdアルバム『PANIC THE WORLD』のオリジナル盤側全曲を収録。ベスト盤側はアーティスト名に "おニャン子クラブ" が付加する楽曲のみを収録[2]。ほか、アルバム未収録のシングル関連曲と、当時カセットテープのみの企画盤としてリリースされた『NON-STOP おニャン子』（1986.12.21、1993.11.19にCD化）に収録された新曲「早口言葉でサヨナラを」と、吉沢秋絵のシングル「鏡の中の私」（1986.9.10）のB面に収録されていた「新・会員番号の唄」を追加収録。
- Disc.4は、ソロ・ユニット楽曲から "with おニャン子クラブ" が付加されている音源を収録。

ここまでのDisc.1からDisc.4は、2005年7月6日に『おニャン子クラブ大全集・上巻』（PCCA-2152）として4枚組でリリースされた。また、下記のDisc.5からDisc.8は、同日に『おニャン子クラブ大全集・下巻』（PCCA-2153）として同じく4枚組で発売された。
- Disc.5は、4thアルバム『SIDE LINE』全曲にアルバム未収録のシングル関連曲と、カセットテープでリリースされた作品から「メッセージ」を追加収録。
- Disc.6とDisc7は、「ソロ・ユニット・卒業生盤」と「現役おニャン子メンバー盤」の2枚組でリリースされた5thアルバム『Circle』をそれぞれ収録。Disc.6は「ソロ・ユニット・卒業生盤」全曲に、アウトロがエンディング・トラックと繋がっていたうしろ髪ひかれ隊の「雲の上はいつも」が単独音源として追加収録された。この音源は、上記 "Myこれ!チョイス" シリーズのうしろ髪ひかれ隊編『Myこれ!チョイス16 BAB+シングルコレクション』にもボーナス・トラックとして収められている。Disc.7は、「現役おニャン子メンバー盤」全曲にアルバム未収録のシングル関連曲を追加収録。
- Disc.8は、ライブ・アルバム『おニャン子Sailing夢工場'87LIVE』から収録。なお、同アルバムはLP（C28A-0574）・CD（32DH681）・CT（28・6H-237）と3形態でリリースされ、収録内容もそれぞれ異なっている。本ボックスではLP盤の復刻となっているのでCD・カセットに収録され、LP未収録の音源は本ボックスにも未収録となった。ほか、2002年11月20日に再結成してリリースした新曲｢ショーミキゲン」とカップリング曲「同級生」を追加収録。

本ボックスは、メモリーテックが開発した高音質フォーマット「Hi Quality CD」（HQCD）仕様となっているため、2005年に発売された上・下巻のCDと比べてもマスターテープにより近い、クリアなサウンドとされる。
Disc.2に収録の「会員番号の唄」の音源は左右の音が反転している。これはリマスター時のエラーであると思われる。発売元のポニーキャニオンからこの件についての発表やリコールなどはない。2015年に発売された『結成30周年記念CD-BOX シングルレコード復刻ニャンニャン』に収録の音源では同エラーは修正されている。

## 収録曲
| CD     | KICK OFF （1985.9.21） |
| Disc.1 | 01. いじわるねDarlin’ 02. 真赤な自転車 03. シーッ!愛はお静かに・・・ 04. セーラー服を脱がさないで 05. 夏のクリスマス 06. 愛の倫理社会 07. 早すぎる世代 08. FENを聴かせて 09. LIKE A CHERRY BOY 10. 放課後に落ち込んだ少女 |
| CD     | 夢カタログ （1986.3.10） + 3 |
| Disc.2 | 01. およしになってねTEACHER 02. 星座占いで瞳を閉じて 03. シーサイド・セッション 04. 好きになってもくれない 05. LINDA 06. アレレレ 07. 恋愛御見舞申し上げます 08. アンブレラ・エンジェル 09. 窓から見てるP・T・A 10. 夢の花束 11. テディベアの頃 -少女の香り- 12. じゃあね 13. 会員番号の唄 |
| CD     | PANIC THE WORLD （1986.7.10） + 6 |
| Disc.3 | 01. 乙女心の自由型 02. KISSはMAGIC 03. 秋を待ち伏せ 04. ウィンクで殺して 05. 避暑地の森の天使たち 06. 体育館はダンステリア 07. 夏休みは終わらない 08. 明るい放課後の過ごし方 09. 国道渋滞8km 10. 瞳の扉 11. おっとCHIKAN! 12. 思い出美人 13. 早口言葉でサヨナラを 14. お先に失礼 15. プリントの夏 16. 新・会員番号の唄 |
| CD     | with おニャン子クラブ集 |
| Disc.4 | 01. 恋のチャプターA to Z 02. うしろゆびさされ組 03. 女学生の決意 04. なぜ?の嵐 05. 黄昏の孔雀 06. さよなら夏のリセ 07. 恋のカレッジリング 08. 向うDEギャルソン 09. ロマンスは偶然のしわざ 10. バナナの涙 11. あぶないサ・カ・ナ 12. バレンタイン・キッス 13. さよならは言わないで 14. おニャン子クラブのあぶな～い捕物帳 15. 深呼吸して 16. 桜が手を振る前に 17. 立見の青春 18. 天使のボディーガード 19. モナリザのいたずら |
| CD     | SIDE LINE （1987.2.21） + 5 |
| Disc.5 | 01. STAND UP 02. 雨のメリーゴーランド 03. ハートに募金を 04. 星のバレリーナ 05. 春一番が吹く頃に 06. ポップコーン畑でつかまえて 07. あんまりじゃない? -恋なし子- 08. 誰のせいかな 09. あなただけ おやすみなさい 10. ワンサイド・ゲーム 11. 新・新会員番号の唄 12. 恋はくえすちょん 13. あんみつ大作戦 14. NO MORE 恋愛ごっこ 15. あなただけ おやすみなさい 16. おニャン子メッセージ                                         |
| CD     | Circle （1987.8.5） + 1 |
| Disc.6 | 01. サークル（opening） 02. プリズム 03. 碧いスケッチ 04. 恋のミスマッチ 05. 圧巻!FLASH UP 06. ONE WAY ROAD 07. 寒い8月 08. こんな空の下で 09. 季節のノック 10. 次のページを開いて 11. 風に抱かれて 12. ちょっとほの気のタイミング 13. 雲の上はいつも 14. サークル（ending） 15. 雲の上はいつも（NO-Cross Fade Version） |
| CD     | Circle （1987.8.5） + 4 |
| Disc.7 | 01. ONE NIGHT ONLY 02. シンデレラのシューズ 03. 真赤なミニスカート 04. 黄昏にキスをしないで 05. 雨のあやとり 06. 割ってしまった卵 07. 風の物語 08. 白いコスモスの頃 09. 未完成なジグソーパズル 10. 赤道探検隊 11. 間に合うかもしれない 12. STAGE DOOR 13. かたつむりサンバ 14. めしべとおしべ 15. ウェディングドレス 16. 私をよろしく                                                                                       |
| CD     | おニャン子Sailing夢工場'87LIVE （1987.6.3） + 2 |
| Disc.8 | 01. 新・新会員番号の唄 02. 深呼吸して 03. 20歳 04. ハートに募金を 05. 星のバレリーナ 06. 天使のボディーガード 07. 時の河を越えて 08. シンデレラたちへの伝言 09. TOO ADULT 10. バレンタイン・キッス 11. うしろゆびさされ組 12. かしこかしこ 13. じゃあね 14. ショーミキゲン 15. 同級生 |